# Kiskökényes
Kiskökényes (románul Cutiș) falu Romániában Szilágy megyében.

## Lakossága
Már 1850-ben 178 fős lakosságában már nem találunk magyarokat (169 román, 9 cigány). 1992-es népszámlálási adatok szerint már csak 94-en lakják (románok). 1850-ben a teljes lakosság görögkatolikus volt, 1992-re 7 fő kivételével mindenki ortodox vallású.

## Története
Az Almás völgyében a XIV. századtól jelennek meg a románság falvai, köztük Kiskökényes is. 1839-1900 Kökényes, 1839-ben Kutyiis, Kutyijesu, 1873-ban Kutyiés, 1930-tól Cutișu néven találjuk. A falu a trianoni békeszerződésig Kolozs vármegye Hídalmási járásához tartozott. 1941-ben Almásnyíres része volt.

## Külső hivatkozások
- Kalotaszeg honlapja - kalotaNET